# Estación de Alésia
Alésia es una estación del metro de París situada en el XIV Distrito, al sur de la capital. Pertenece a la línea 4. 

## Historia
La estación fue inaugurada el 30 de octubre de 1909 con la apertura del segundo tramo de la línea 4.
Debe su nombre a la Batalla de Alesia, que se desarrolló durante la Guerra de las Galias y que supuso al derrota definitiva de los galos en su resistencia a la República romana.

## Descripción
Se compone de dos andenes laterales y de dos vías. De diseño clásico, en bóveda, sus azulejos blancos y señalización fueron renovados en el año 2006. Conservó, sin embargo, su estilo Ouï-dire. Éste se aprecia en la iluminación que se realiza a través de estructuras que recorren los andenes sujetados por elementos curvados que proyectan una luz difusa hacía la bóveda y en el uso combinado de dos tipos de asientos: unos convencionales, en este caso en forma de bancos anclados a la pared y otros situados a media altura que únicamente permiten apoyarse. Como muchas estaciones de la línea 4 una valla metálica separa ambas vías.
Como todas las estaciones de la línea 4 dispone de puertas de andén.

## La estación en la cultura
La estación aparece en la película Las doce pruebas de Astérix y en el cómic La Foire aux immortels.

## Accesos
La estación dispone de seis accesos.
- Acceso 1 y 2: a la altura del nº 230 de la avenida du Maine
- Acceso 3: a la altura del nº 205 de la avenida du Maine
- Acceso 4 y 5: a la altura del nº 82 de la avenida del General Leclerc
- Acceso 6: a la altura del nº 75 de la avenida del General Leclerc